# Das verrückte Hotel Tartüff
Das verrückte Hotel Tartüff (Nederlands: Het gekke hotel Tartuffe) is een cakewalk in het Duitse attractiepark Phantasialand in het themagebied Berlin. 

## Opzet
In de voorshow van de attractie wordt het verhaal achter de attractie verteld. Dit vindt plaats in een fictieve lift direct na de wachtrij. In het plafond van de lift bevinden zich een televisiescherm waarop de liftschacht te zien is. Vervolgens verschijnt hierop de fictieve hoteleigenaar meneer Böcklstet. Hij heeft besloten om zijn hotel voor bezoekers open te stellen om hun kennis te laten nemen van zijn hotel. Na de voorshow komt men in het hotel terecht. Het hotel telt 27 ruimtes verspreid over drie verdiepingen. Tijdens de wandeltocht lopen bezoekers over draaischijven, bewegende vloeren en schuinen traptreden. Alle ruimtes zijn gedecoreerd naar ruimtes  die in een hotel terug te vinden zijn zoals een bad- en slaapkamer. Echter zijn de meeste kamer 90 of 180 graden gedraaid, zodat gezichtsbedrog ontstaat. Tijdens de wandeltocht passeren bezoekers ook een spiegeldoolhof en een madhouse. De tocht eindigt op de tweede verdieping, vanwaar bezoekers per glijbaan of trap het hotel verlaten.

## Afbeeldingen

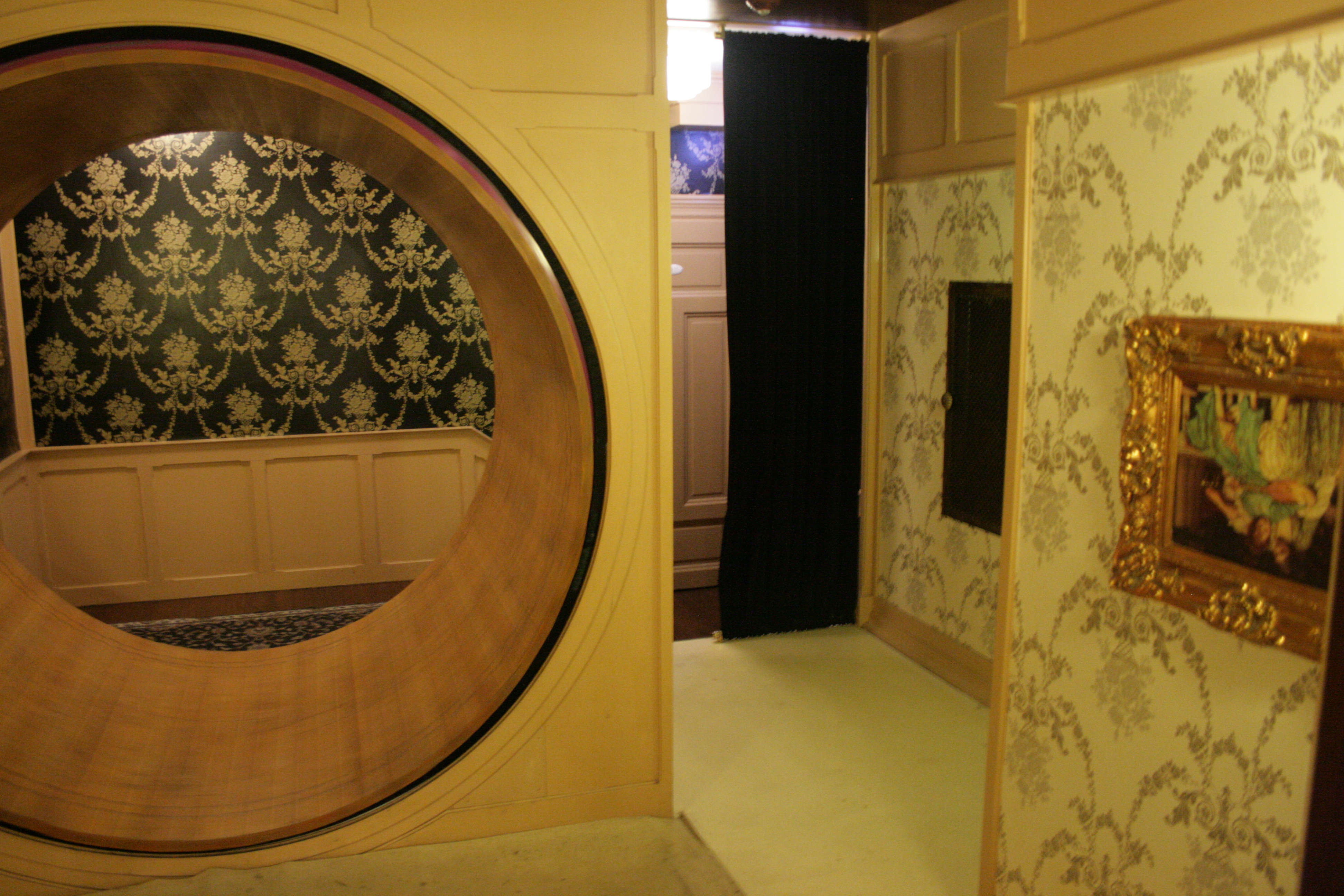
180 graden gedraaid schilderij.
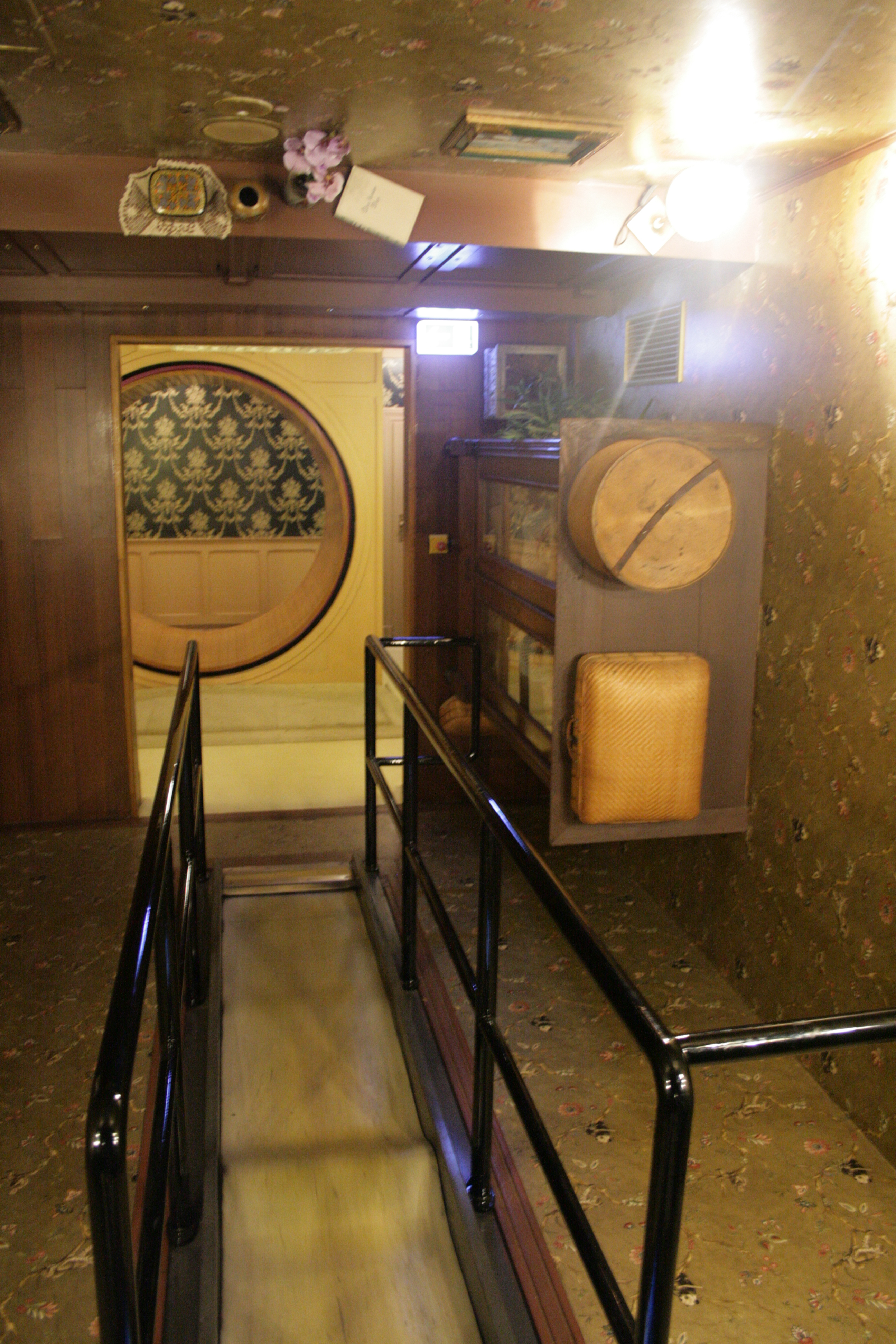
90 graden gedraaide kamer.
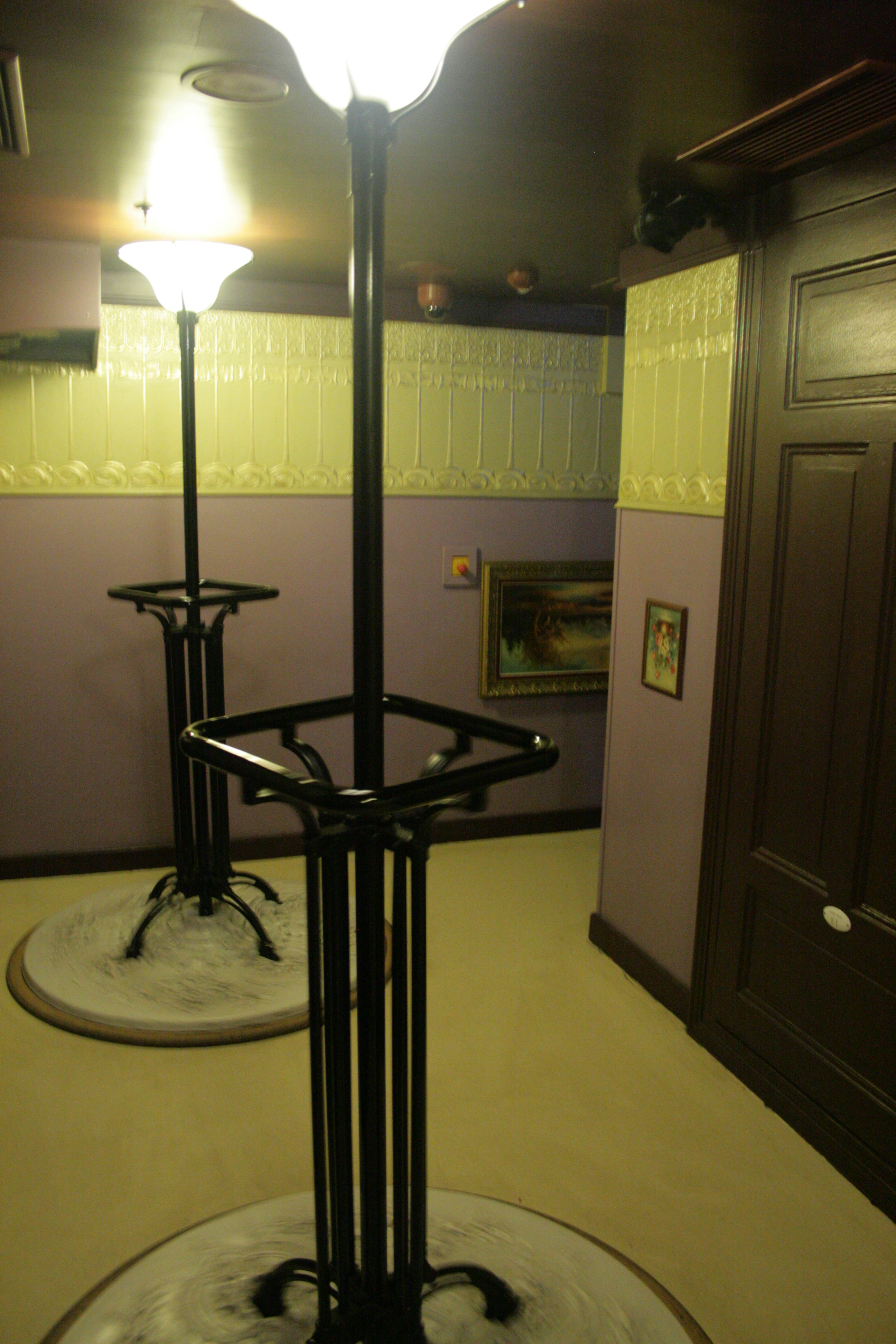
Draaischijven.
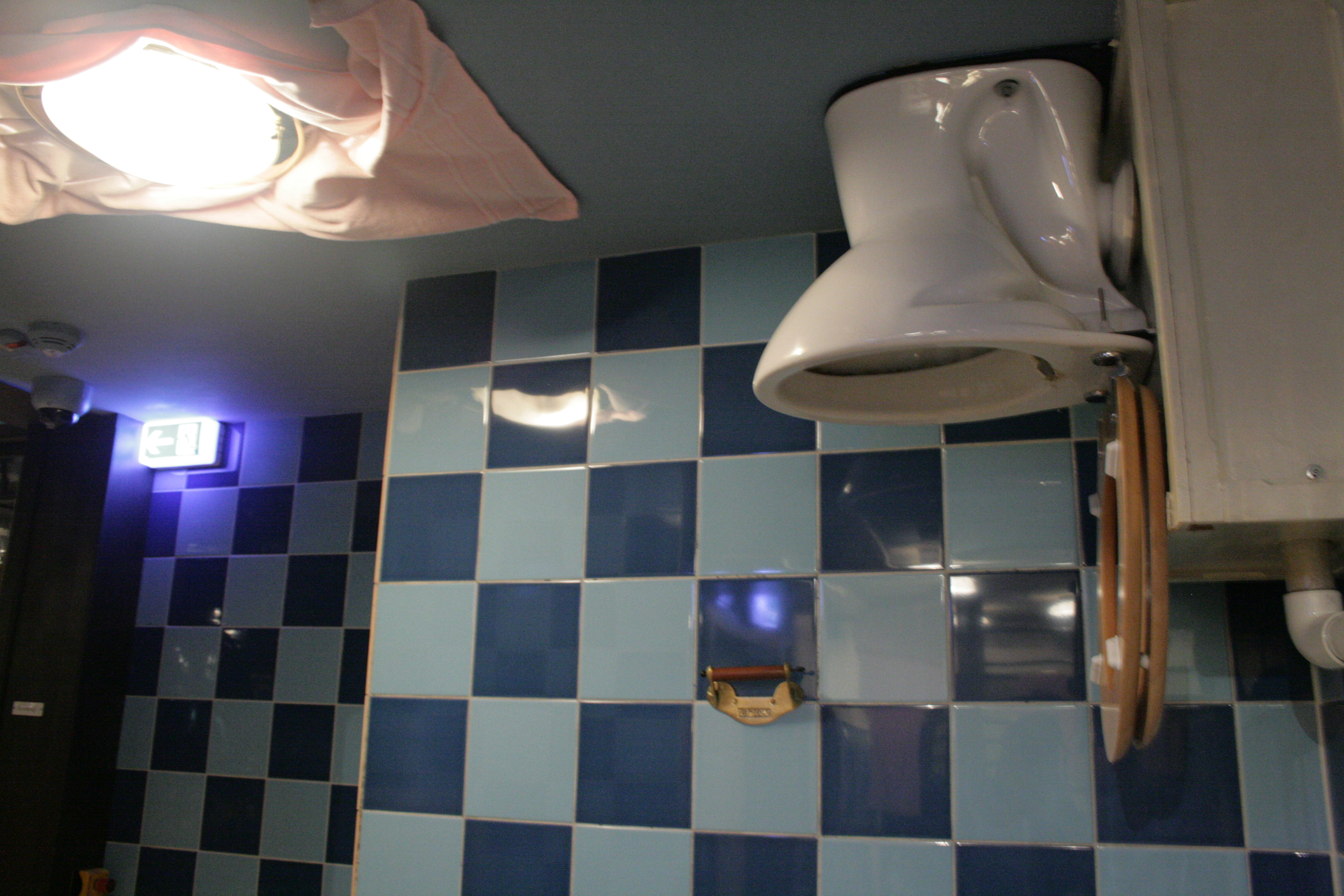
Toilet aan het plafond.

Lijst van attracties in Phantasialand · Quick Pass · afbeeldingen